# Condado de Santa Clara
El condado de Santa Clara (en inglés: Santa Clara County, oficialmente: County of Santa Clara) es uno de los 58 condados del estado de California, en Estados Unidos. La sede del condado y su mayor ciudad es San José, la tercera ciudad más grande del estado, después de San Diego y Los Ángeles. El condado posee un área de 3377 km² (de los cuales 34 km² están cubiertos de agua), una población de 1 764 499 habitantes, y la densidad de población es de 522.50 hab/km² (según la oficina del Censo en 2008). Este condado fue fundado en 1850 y además forma parte del Área de la Bahía de San Francisco.
Hogar de Silicon Valley, el condado de Santa Clara es un centro económico de alta tecnología y tiene el tercer PIB per cápita más alto del mundo (después de Zúrich, Suiza y Oslo, Noruega ), según el Brookings Institution. La concentración de riqueza del condado, principalmente debido a la industria tecnológica, lo ha convertido en el condado más próspero de la costa oeste de los Estados Unidos y el más próspero fuera del área metropolitana de Washington y uno de los lugares más ricos en los Estados Unidos.

## Etimología
El condado de Santa Clara lleva el nombre de la Misión de Santa Clara, establecidas por los españoles en 1777 y, que a su vez, recibió el nombre por Santa Clara de Asís.

## Historia
El condado de Santa Clara fue uno de los condados originales de California, formado en 1850 en el momento de la estadidad. Los habitantes originales incluían a Ohlone , que residían en Coyote Creek y Calaveras Creek . Parte del territorio del condado fue entregado al condado de Alameda en 1853.
En 1882, el condado de Santa Clara intentó cobrar impuestos sobre la propiedad del ferrocarril Southern Pacific dentro de los límites del condado. El resultado fue el caso de la Corte Suprema de los Estados Unidos del condado de Santa Clara contra Southern Pacific Railroad , 118 US 394 (1886), en el que la Corte extendió los derechos de debido proceso a entidades legales artificiales. 
A principios del siglo XX, el área fue promocionada como el "Valle de las Delicias del Corazón" debido a su belleza natural, que incluye una cantidad significativa de huertos.
La primera gran empresa de tecnología con sede en el área fue Hewlett-Packard , fundada en un garaje en Palo Alto en 1939. IBM seleccionó a San José como su sede en la costa oeste en 1943. Varian Associates , Fairchild Semiconductor y otros innovadores tempranos se ubicaron en el condado a finales de los años 40 y 50. La Marina de los Estados Unidos tenía una gran presencia en el área y comenzó a otorgar grandes contratos a las empresas de electrónica de Silicon Valley. El término " Silicon Valley"se acuñó en 1971. La tendencia se aceleró en las décadas de 1980 y 1990, y desde entonces la agricultura ha sido casi eliminada de la parte norte del condado. Hoy, el condado de Santa Clara es la sede de aproximadamente 6500 empresas de alta tecnología, incluidas muchas de las empresas de tecnología más grandes del mundo, entre ellas los fabricantes de hardware AMD, Cisco Systems e Intel, las empresas de informática y electrónica de consumo Apple Inc. y Hewlett-Packard, y las empresas de Internet eBay, Google y Yahoo. La mayor parte de lo que se considera Silicon Valley se encuentra dentro del condado, aunque algunas regiones tecnológicas contiguas en San Mateo (por ejemplo, Facebook), los condados de Alameda y Santa Cruz también se consideran parte de Silicon Valley.

## Geografía
Según la Oficina del Censo, el condado tiene un área total de 3377,3 km² (1304,0 mi²), de la cual 3343,7 km² (1291,0 mi²) es tierra y 33,7 km² (13,0 mi²) (1.02%) es agua.

### Condados adyacentes
- Condado de Alameda (norte)
- Condado de Stanislaus (este)
- Condado de Merced (sureste)
- Condado de San Benito & Condado de Santa Cruz (sur)
- Condado de Santa Cruz (suroeste)
- Condado de San Mateo (noroeste)

### Localidades

#### Ciudades
Campbell |
Cupertino |
Gilroy |
Los Altos |
Los Altos Hills |
Los Gatos |
Milpitas |
Monte Sereno |
Morgan Hill |
Mountain View |
Palo Alto |
San José |
Santa Clara |
Saratoga |
Sunnyvale 

#### Lugares designados por el censo
Alum Rock |
Burbank |
Cambrian Park |
East Foothills |
Fruitdale |
Lexington Hills |
Loyola |
San Martín |
Seven Trees |
Stanford |
Sunol-Midtown 

#### Áreas no incorporadas
Bell Station |
Casa Loma |
Chemeketa Park |
Coyote |
Holy City |
Loma Chiquita |
Old Gilroy |
New Almaden |
Redwood Estates |
Rucker |
San Antonio Valley |
Sargent |
Sveadal 

## Demografía
En el censo de 2000, había 1 682 585 personas, 565 863 hogares y 395 538 familias residiendo en el condado. La densidad poblacional era de 503 personas por km². En el 2000 había 579 329 unidades habitacionales en una densidad de 173 por km². La demografía del condado era de 53.83% blancos, 2.80% afroamericanos, 0.67% amerindios, 25.56% asiáticos, 0.34% isleños del Pacífico, 12.13% de otras razas y 4.66% de dos o más razas. 23.98% de la población era de origen hispano o latino de cualquier raza.
En el 2008 la renta per cápita promedia del condado era de $87 287, y el ingreso promedio para una familia era de $101 832. En 2000 los hombres tenían un ingreso per cápita de $56 240 versus $40 574 para las mujeres. El ingreso per cápita para el condado era de $40 420. Alrededor del 7.50% de la población estaba bajo el umbral de pobreza nacional.

## Transporte

### Transporte aéreo

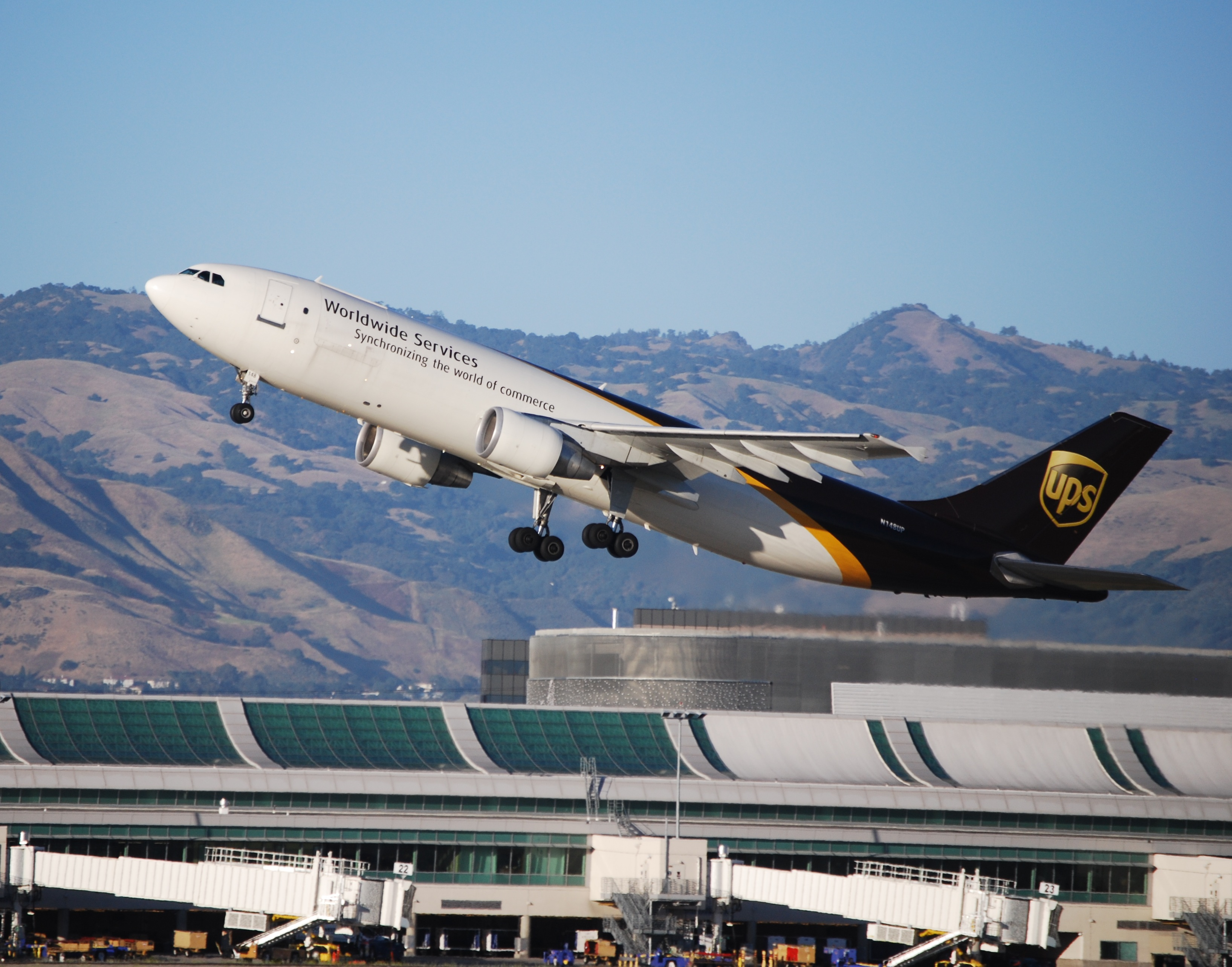
El Aeropuerto Internacional de San José está clasificado como el aeropuerto mejor administrado de los Estados Unidos por la ACBJ.

El aeropuerto principal del condado es el Aeropuerto Internacional Norman Y. Mineta San José (SJC). Es un puerto de entrada de la Aduana y Protección Fronteriza de EE. UU.  y, a partir de 2019, tiene cinco rutas internacionales (dos a Canadá, una a Inglaterra, una a Japón, siete a México y una a China) pero las rutas más transitadas del aeropuerto son todo a ciudades del oeste de Estados Unidos. El Aeropuerto Internacional de San Francisco (SFO) también se usa a menudo para servicios comerciales por parte de los residentes del condado de Santa Clara.
El aeródromo federal Moffett (NUQ), una antigua estación aérea naval de los EE. UU., Es utilizado por la Guardia Nacional Aérea , la NASA , Lockheed Martin , Google y por la Policía de San José y el Departamento del Sheriff del Condado de Santa Clara como base de operaciones aéreas.  También hay aeropuertos de aviación general más pequeños en Palo Alto (PAO) , San José (Reid-Hillview) (RHV) y San Martín (E16).

### Principales autopistas
| - Interestatal 280 - Interestatal 680 - Interestatal 880 - U.S. Route 101 - Ruta Estatal 9 - Ruta Estatal 17 - Ruta Estatal 25 | - Ruta Estatal 82 - Ruta Estatal 85 - Ruta Estatal 87 - Ruta Estatal 130 - Ruta Estatal 152 - Ruta Estatal 156 - Ruta Estatal 237 |

### Rutas de condados
| - Santa Clara County Expressway System - Santa Clara County Route G2—Lawrence Expressway - Santa Clara County Route G3—Page Mill Road/Oregon Expressway - Santa Clara County Route G4—San Tomas Expressway/Montague Expressway - Santa Clara County Route G5—Foothill Expressway | - Santa Clara County Route G6—Central Expressway - Santa Clara County Route G8—Almaden Expressway - Santa Clara County Route G10—Blossom Hill Road - Santa Clara County Route G21—Capitol Expressway |